# Czarny trójkąt
Czarny trójkąt (niem. Schwarzer Winkel) – jeden z symboli oznakowania więźniów niemieckich obozów używany w III Rzeszy do oznaczenia w obozach koncentracyjnych więźniów, którzy zostali umieszczeni tam za szeroko rozumiane zachowania aspołeczne – sutenerstwo, prostytucję, narkomanię, alkoholizm, a także osoby bezdomne, kobiety homoseksualne (homoseksualnych mężczyzn oznaczano trójkątem różowym) oraz Romów (później: brązowy trójkąt).
Po II wojnie światowej czarny trójkąt stał się symbolem środowisk lesbijskich.